# Maria Vittoria Sperotto
Maria Vittoria Sperotto (Schio, 20 novembre 1996) è un'ex ciclista su strada e pistard italiana, attiva tra le Elite UCI dal 2016 al 2021.

## Palmarès

### Strada
- 2017 (Bepink-Cogeas, una vittoria)

Tour of Guangxi Women's Elite World Challenge

#### Altri successi
- 2017 (Bepink-Cogeas)

1ª tappa Setmana Ciclista Valenciana (Vila-real, cronosquadre)
Classifica giovani Tour of Chongming Island

### Pista
- 2013

Campionati europei, Inseguimento a squadre Junior (con Arianna Fidanza, Michela Maltese e Francesca Pattaro)

## Piazzamenti

### Grandi Giri
- Giro d'Italia

2018: 108ª
2021: 79ª

### Competizioni mondiali
- Campionati del mondo su pista

Glasgow 2013 - Inseguimento a squadre Junior: 4ª
Glasgow 2013 - Omnium Junior: 5ª
Seul 2014 - Inseguimento a squadre Junior: 2ª

### Competizioni europee
- Campionati europei su strada

Nyon 2014 - In linea Junior: 21ª
- Campionati europei su pista

Anadia 2013 - Inseguimento a squadre Junior: vincitrice
Anadia 2013 - 500 metri a cronometro Junior: 7ª
Anadia 2014 - Scratch Junior: 21ª
Atene 2015 - Inseguimento a squadre Under-23: 4ª
Atene 2015 - Velocità a squadre Under-23: 8ª